# 南拉薩爾街190號
南拉薩爾街190號（英語：190 South LaSalle Street）是一棟位於美國伊利諾州芝加哥摩天大樓，建築高度175公尺（573英尺），共40層，建築於1987年完工。建築設計由約翰遜／伯奇（Johnson / Burgee）設計。建築屋頂設計參考自早期被拆毀的芝加哥共濟會會所大廈。

## 擺飾
大樓大廳掛著由 Helena Hernmarck 製作的壁毯，其壁毯名為《芝加哥1909年計畫》（The 1909 Plan of Chicago），其作品描述丹尼尔·伯纳姆1909年芝加哥計畫其中市政中心廣場（Civic Center Plaza）的部分。

## 外部連結
- 维基共享资源上的相關多媒體資源：南拉薩爾街190號